# Camphora
Camphora is een geslacht van groenblijvende planten uit de laurierfamilie (Lauraceae). De soorten komen voor van de Himalaya tot in Oost-Azië en West- en Zuid-Maleisië. Een bekende soort uit dit geslacht is de kamferboom (Camphora officinarum).

## Soorten
- Camphora blandfordii (M.Gangop.) Ormerod
- Camphora bodinieri (H.Lév.) Y.Yang, Bing Liu & Zhi Yang
- Camphora brachythyrsa (J.Li) Y.Yang, Bing Liu & Zhi Yang
- Camphora camphorata (H.Lév.) Ormerod
- Camphora chartophylla (H.W.Li) Y.Yang, Bing Liu & Zhi Yang
- Camphora glandulifera (Wall.) Nees
- Camphora glaucescens (Nees) Ormerod
- Camphora illicioides (A.Chev.) Y.Yang, Bing Liu & Zhi Yang
- Camphora kanahirae (Hayata) K.F.Chung & C.L.Hsieh
- Camphora longepaniculata (Gamble) Y.Yang, Bing Liu & Zhi Yang
- Camphora micrantha (Hayata) Y.Yang, Bing Liu & Zhi Yang
- Camphora migao (H.W.Li) Y.Yang, Bing Liu & Zhi Yang
- Camphora mollifolia (H.W.Li) Y.Yang, Bing Liu & Zhi Yang
- Camphora officinarum Boerh. ex Fabr.
- Camphora parthenoxylon (Jack) Nees
- Camphora philippinensis (Merr.) Y.Yang, Bing Liu & Zhi Yang
- Camphora platyphylla (Diels) Y.Yang, Bing Liu & Zhi Yang
- Camphora purpurea (H.G.Ye & F.G.Wang) Y.Yang, Bing Liu & Zhi Yang
- Camphora rufotomentosa (K.M.Lan) Y.Yang, Bing Liu & Zhi Yang
- Camphora septentrionalis (Hand.-Mazz.) Y.Yang, Bing Liu & Zhi Yang
- Camphora tenuipilis (Kosterm.) Y.Yang, Bing Liu & Zhi Yang

... · 
Apollonias · 
Beilschmiedia · 
Cinnamomum · 
Laurus · 
Ocotea · 
Persea · 
Ravensara · 
Sassafras · 
...